# Corruption en Azerbaïdjan
La corruption est considérée comme endémique dans tous les domaines de la politique en Azerbaïdjan,.
La famille Aliyev (notamment Heydar Aliyev, président de 1993 à 2003, et son fils Ilham Aliyev président depuis 2003) a attiré la suspicion de quelques médias indépendants en ce qui concerne ses richesses, mis en évidence par l'acquisition de biens de plusieurs millions de dollars à Dubaï, aux Émirats arabes unis.